# Paolo da Fucecchio
Paolo da Fucecchio (... – XV secolo) è stato un teologo francescano italiano.

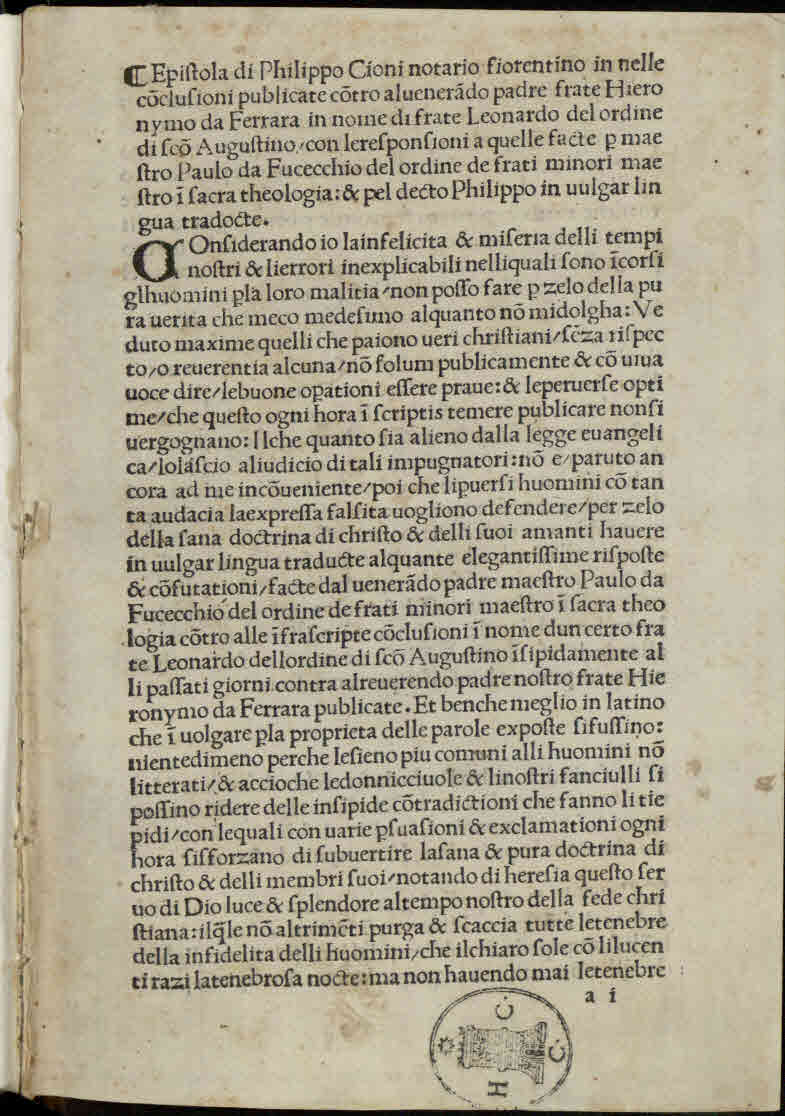
Responsioni pubblicate contro Girolamo Savonarola

Difese Girolamo Savonarola e fu tradotto in volgare da Filippo Cioni; la sua difesa risulta anche agli atti del tribunale dell'Inquisizione di Firenze.

## Opere
- Paolo da Fucecchio, Responsioni pubblicate contro Girolamo Savonarola in nome del frate Leonardo, Firenze, Lorenzo Morgiani, 1497. URL consultato il 21 aprile 2015.